# Jezioro Moszczonne
Jezioro Moszczonne – jezioro w woj. kujawsko-pomorskim, w powiecie lipnowskim, w gminie Kikół, leżące na terenie Pojezierza Dobrzyńskiego.

## Dane morfometryczne
Powierzchnia zwierciadła wody wynosi 55,5 ha.
Zwierciadło wody położone jest na wysokości 84,0 m n.p.m.. Średnia głębokość jeziora wynosi 13,3 m, natomiast głębokość maksymalna 34,0 m.
Na podstawie badań przeprowadzonych w 1997 roku wody jeziora zaliczono do II klasy czystości.

## Hydronimia
Według urzędowego spisu opracowanego przez Komisję Nazw Miejscowości i Obiektów Fizjograficznych (KNMiOF) nazwa tego jeziora to Jezioro Moszczonne.